# Satz von Hurwitz (Quadratsummen)
Der Satz von Hurwitz (englisch Hurwitz’s theorem) über Quadratsummen ist ein von dem Mathematiker Adolf Hurwitz (1859–1919) im Jahre 1907 vorgelegter Lehrsatz des mathematischen Gebiets der Zahlentheorie, der sich mit der Frage der Darstellung von Quadratzahlen als Summe dreier anderer Quadratzahlen befasst.

## Formulierung des Satzes
Der Satz lässt sich folgendermaßen formulieren:
Die einzigen Quadratzahlen in der Menge der natürlichen Zahlen {\displaystyle \mathbb {N} }, welche keine Darstellung als Summe dreier anderer Quadratzahlen aus der Menge der natürlichen Zahlen haben, sind die Zahlen der Form
{\displaystyle 4^{m}\ (m\in \mathbb {N} _{0})}
sowie die Zahlen der Form
{\displaystyle 4^{m}\cdot 25\ (m\in \mathbb {N} _{0})} .

## Satz von Pall
Der  Mathematiker Gordon Pall publizierte im Jahre 1933 ein zugehöriges Resultat, auf das man den Quadratsummensatz von Hurwitz zurückführen kann. Dieses besagt:
Für eine natürliche Zahl {\displaystyle N\in \mathbb {N} } gilt stets die folgende Äquivalenz:
{\displaystyle N} ist darstellbar als Summe von vier Quadratzahlen in der Form {\displaystyle N=a^{2}+b^{2}+c^{2}+d^{2}\ (a,b,c,d\in \mathbb {N} )}.  {\displaystyle \Longleftrightarrow } {\displaystyle N\notin {\bigl (}\{1,3,5,9,11,17,29,41\}\cup \{4^{m}\cdot F\mid \ m\in \mathbb {N} _{0}\ ,\ F=2,6,14\}{\bigr )}} .
In seiner Publikation aus dem Jahre 1933 behandelte Pall auch den Fall von vier verschiedenen Quadratzahlen:
Die einzigen natürlichen Zahlen {\displaystyle N\in \mathbb {N} } , für die keine Darstellung  als Summe von vier verschiedenen ganzen Quadratzahlen {\displaystyle \geq 0} existiert, sind die Zahlen der Form {\displaystyle 4^{m}\cdot F}  mit {\displaystyle m\in \mathbb {N} _{0}\ ,\ F\in {\bigl (}\{1,3,5,7,9,11,13,15,17,19,23,25,27,31,33,37,43,47,55,67,73,97,103\}\cup \{2,6,10,18,22,34,58,82\}{\bigr )}} .

## Satz von Gauß
Der Beweis des ersten Satzes von Pall (s. o.) lässt sich zurückführen auf ein klassisches Resultat der Zahlentheorie, welches zuerst von Carl Friedrich Gauß gezeigt wurde und wie folgt lautet:
Eine jede natürliche Zahl {\displaystyle N\in \mathbb {N} } mit {\displaystyle N\notin \{4^{m}\cdot (8k+7)\mid \ m\in \mathbb {N} _{0}\ ,\ k\in \mathbb {N} _{0}\}} ist stets als Summe dreier (nicht notwendig verschiedener) ganzer Quadratzahlen {\displaystyle \geq 0} darstellbar.